# الفالس الأخير (أغنية)

الفالس الأخير (بالإنجليزية: The Last Waltz) أغنية بريطانية من نوع "سهل الاستماع Easy listening"، كتبها باري ماسون وليه ريد. كانت واحدة من أكبر نجاحات إنجلبرت همبردينك ، حيث استمرت خمسة أسابيع في المركز الأول على قائمة أفضل الأغاني الفردية في المملكة المتحدة، من سبتمبر 1967 إلى أكتوبر 1967، ومنذ ذلك الحين بيع أكثر من 1.17 مليون نسخة في المملكة المتحدة. في أستراليا استمرت لتسعة أسابيع غير متتالية في المركز الأول، وفي الولايات المتحدة ، صعدت الأغنية إلى المركز 25 على قائمة البيلبورد، وصعدت إلى المراكز العشرة الأولى في قائمة الاستماع السهل.

## نسخ أخرى للأغنية
صدرت نسخة باللغة الفرنسية عام 1967، بعنوان "الفالس الأخير La Dernière Valse"، غنتها ميراي ماتيو وغنت النسخة الفرنسية أيضًا بتيولا كلارك.

## كلمات الأغنية
تساءلت هل أذهب أم أبقى I wondered should I go or should I stay
الفرقة لديها أغنية واحدة فقط لتعزفها The band had only one more song to play
ثم لمحتك بطرف عيني And then I saw you out the corner of my eyes
فتاة صغيرة وحيدة وخجولة جدًا A little girl alone and so shy
رقصت الفالس الأخير معك I had the last waltz with you
شخصان وحيدان معًا Two lonely people together
لقد وقعت في حبك I fell in love with you
يجب أن يستمر الفالس الأخير إلى الأبد The last waltz should last forever
لكن الحب بيننا كان يزداد قوة But the love we had was goin' strong
في السراء والضراء سوف نحيا Through the good and bad we'd get along
ثم ماتت شرارة الحب في عينيك And then the flame of love died in your eye
لقد إنكسر قلبي إلى إثنين عندما قلت وداعًا My heart was broke in two when you said goodbye
رقصت الفالس الأخير معك I had the last waltz with you
شخصان وحيدان معًا Two lonely people together
لقد وقعت في حبك I fell in love with you
يجب أن يستمر الفالس الأخير إلى الأبد The last waltz should last forever
كل شيء إنتهى الآن It's all over now
لم يعد هنالك شيء ليقال Nothing left to say
فقط دموعي وعزف الأوركسترا Just my tears and the orchestra playing
لا لا لا لا لا لا لا لا لا La la la la la la la la la la
رقصت الفالس الأخير معك I had the last waltz with you
شخصان وحيدان معًا Two lonely people together
لقد وقعت في حبك I fell in love with you
يجب أن يستمر الفالس الأخير إلى الأبد The last waltz should last forever
لا لا لا لا لا لا لا لا لا La la la la la la la la la la

## وصلات خارجية
https://www.youtube.com/watch?v=mosXQl1WXDs الفالس الأخير (أغنية)
https://www.youtube.com/watch?v=WQftsjOvi7U الفالس الأخير (أغنية)
https://www.youtube.com/watch?v=C67LY_v8b7M الفالس الأخير (أغنية)
https://www.engelbert.com/ الفالس الأخير (أغنية)